# Nuestra Señora del Buen Suceso
Nuestra Señora del Buen Suceso, también llamada de Virgen del Buen Sucesso o Madre del Buen Suceso, es el nombre de una de las advocaciones marianas con el cual se venera a la Virgen María en el catolicismo y que tuvo su origen en la ciudad de Quito, Ecuador, en 1594, por medio de sus apariciones a una monja concepcionista en el Convento de la Inmaculada Concepción de Quito. La Santísima Virgen, bajo este título, es venerada en diferentes lugares en el mundo, incluidos Ecuador, España, Filipinas y Portugal. También es patrona de la ciudad de Sagunto (España).
El "Buen Suceso" se refiere a la Presentación de Jesús en el Templo. En el contexto de las apariciones marianas en Ecuador, el "Buen Suceso" también puede referirse a la restauración espiritual profetizada de la Iglesia católica que tendrá lugar en algún momento después del siglo XX.
Según los relatos existentes, en Quito, Ecuador, ocurrieron algunas apariciones marianas entre 1582 y en 1634 a la religiosa Madre Mariana Francisca de Jesús Torres de la Orden de la Inmaculada Concepción.
El 2 de febrero se conmemora la aparición de la Virgen en Quito, mientras que el 8 de diciembre en la Fiesta de la Inmaculada Concepción se celebran misas y procesiones en Guayaquil.

## Origen de la advocación

### Advocación en España
La devoción a la Virgen del Buen Suceso tiene su origen en Traiguera, a partir de un evento ocurrido en 1606. Dos religiosos mínimos, el Hermano Gabriel de Fontanet y el Hermano Guillermo de Rigosa, se dirigían a Roma para obtener la aprobación papal de la extensión de su jurisdicción. Durante su viaje a pie, se perdieron en la sierra de Valdancha, cerca de la frontera con Cataluña, y una fuerte tormenta los sorprendió en la noche. En medio de la tormenta, los hermanos vieron una luz brillante en lo alto de la sierra y decidieron dirigirse hacia ella. Al ascender, encontraron una cueva con un santuario dedicado a la Virgen María, adornado con flores singulares. En el interior, descubrieron una pequeña estatua de madera de ciprés de la Virgen sonriente con el Niño Jesús, una obra de arte de gran belleza cuyo origen les resultó inexplicable. Llevaron la estatua consigo a Roma y relataron su hallazgo al Papa Pablo V. Reconociendo la naturaleza milagrosa del descubrimiento, el Papa se arrodilló ante la imagen, la abrazó y exclamó que la Virgen les había concedido un "buen suceso" en su viaje y les brindaría protección en su labor. Así, la advocación de Nuestra Señora del Buen Suceso, que ya era conocida en España, quedó vinculada a este singular encuentro. El papa Paulo V hizo uso temprano de un título similar cuando, en 1607, confió una imagen mariana titulada de Virgen del Buen Suceso a los enfermeros obregones, una imagen que posteriormente se copió en toda España, incluido una imagen en el Hospital Real de la Corte de Madrid. Además de esto existen registros de apariciones en Azuara, Fortanete, Fuentes de León, Traiguera, Tudela, Valdealgorfa, Velilla de Ebro, Vich, y Zaragoza. Esta advocación era muy popular y se conoce además la existencia de un navío con el nombre de Nuestra Señora del Buen Suceso perteneciente a los hermanos Antonio y Alonso de Suárez y con una capacidad de 600 toneladas. Su advocación continuó a lo largo de los años hasta la actualidad y se recuerda que su imagen fue "arruinada" por los franceses y varios españoles fueron fusilados en ella el 2 de mayo de 1808 durante la guerra de Independencia española en Madrid.

### Apariciones en Ecuador

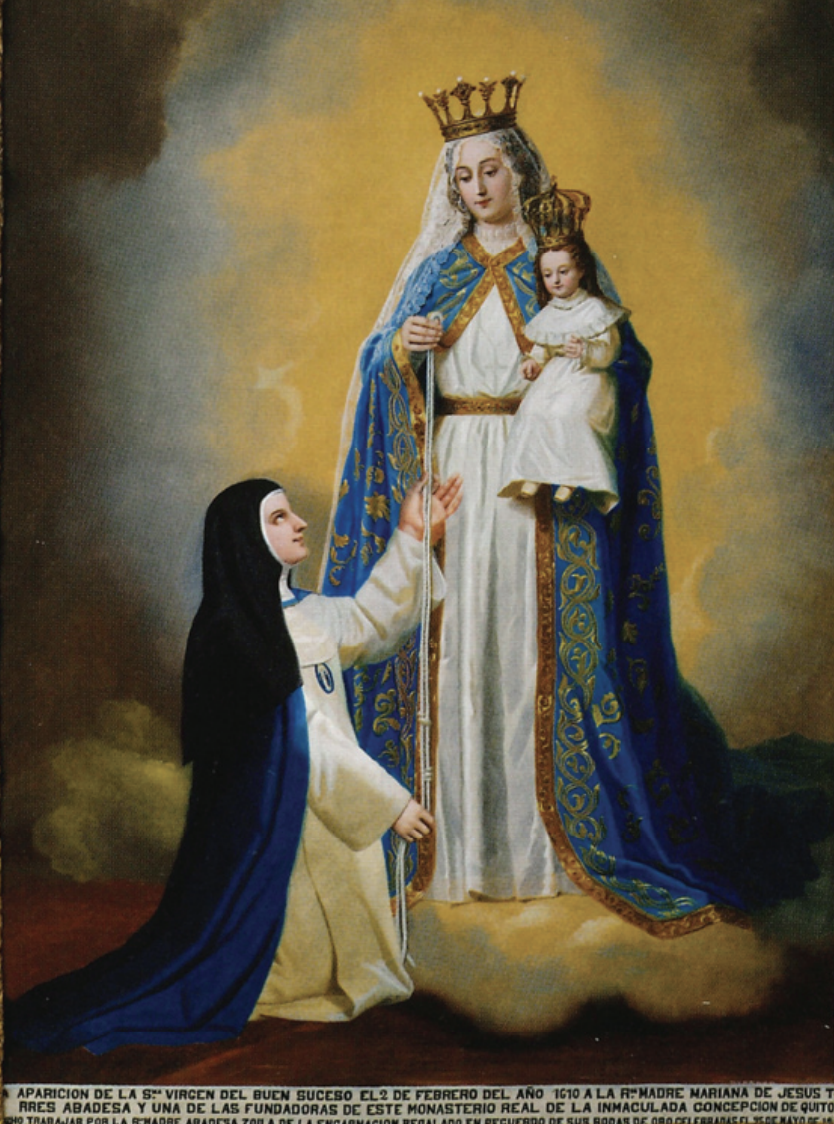
Representación de la Aparición a Mariana de Jesús Torres

Las apariciones están vinculadas a la vida de Mariana de Jesús Torres, una joven religiosa concepcionista de España, viajó a la Real Audiencia de Quito a la edad de trece años con la misión de colaborar en la fundación del Real Convento. En respuesta a la petición de establecer un monasterio de la Limpia Concepción, fue elegida para esta empresa en América. Durante su profesión de votos, experimentó un éxtasis místico en el que recibió un anillo de Cristo, simbolizando sus votos y la revelación de que su vida sería un martirio, lo cual aceptó con humildad. A lo largo de su vida, Madre Mariana desempeñó un papel crucial como superiora del convento en tres ocasiones, enfrentando incluso la persecución y el encarcelamiento por parte de monjas rebeldes que buscaban relajar la Regla. Sería la receptora de una profecía de la Virgen del Buen Suceso sobre los castigos del siglo XX por la herejía, la blasfemia y la impureza, ofreciéndose ella misma como víctima. Esto se relaciona con sus tres "muertes" místicas: la primera en 1582 tras esta visión, la segunda en 1588 al presenciar futuros abusos en la Iglesia, y finalmente su muerte real en 1635, prediciendo la fecha y hora.
Entre sus experiencias místicas, destacan las apariciones de la Virgen María bajo la advocación de Nuestra Señora del Buen Suceso. En 1594, la Virgen le solicitó que gobernara el monasterio, y en 1599 le pidió la creación de una estatua de ella tal como se le aparecía, detallando sus atributos y significados. La aparición inicial a la Madre Mariana sucedió en la medianoche, mientras las campanadas resonaban en el Real Monasterio de la Inmaculada Concepción, la Madre Mariana de Jesús Torres se dirigió a la capilla. Su oración buscaba la intervención divina para solucionar los graves problemas que obstaculizaban la evangelización, desde el mal ejemplo de algunos religiosos hasta los abusos de las autoridades, pasando por la desobediencia dentro de su propio convento. En medio de su plegaria, una voz la llamó por su nombre, marcando el inicio de un encuentro. El obispo de Quito, Salvador de Ribera y Dávalos, aprobó estas apariciones en 1611. Por esta razón, su fiesta se celebra el día 2 de febrero, con el fin de conmemorar su primera aparición.

### Profecías en Quito
La Virgen María, en sus apariciones en Quito, dijo: “Soy María del Buen Suceso, la Reina del Cielo y de la Tierra”.
Profecías relacionadas a Ecuador:
- Un día aquellas tierras serían una república libre conocida como Ecuador.
- En el siglo XIX tendrían un presidente de veras cristiano, varón de carácter a quien Dios Nuestro Señor le dará la palma del martirio en la plaza en cuyo sitio está mi convento; él consagrará la república al Divino corazón de mi amantísimo Hijo. (se estima una clara alusión al posterior presidente Gabriel García Moreno, 1861-1865, 1869-1875 que moriría como un mártir).

Profecías generales de la Iglesia:
- Una catástrofe espiritual que tendría lugar en la Iglesia católica poco después de mediados del siglo XX.[18]

- Corrupción moral generalizada;
- Profanación del sacramento del matrimonio;
- Sacerdotes pervertidos que escandalizarán a los fieles y causarán sufrimiento a los buenos sacerdotes;
- Lujuria desenfrenada que atrapará a muchas almas;
- Pérdida de la inocencia entre los niños y pérdida de la modestia entre las mujeres;
- Falta de vocaciones sacerdotales y religiosas.
- Satanás reinará en las sectas masónicas e impondrán leyes inicuas.
- El sacramento de la extremaunción será poco considerado.
- El sacramento del orden sacerdotal será ridiculizado, oprimido y despreciado.
- Habrá un lujo desenfrenado.
- Periodo de restauración después de la catástrofe en la Iglesia[19]

Profecías sobre la evolución de los dogmas de la iglesia:
- Sería proclamado como dogma de fe la Inmaculada Concepción.[20]
- El 2 de febrero de 1634, la aparición predijo que la infalibilidad papal "será declarada dogma de fe por el mismo papa elegido para proclamar el dogma del misterio de mi Inmaculada Concepción"[21]

En 1854, el papa Pío IX definió el dogma de la Inmaculada Concepción, y en 1870 declaró el dogma de la infalibilidad papal según lo definido por el Primer Concilio Vaticano, cumpliendo así la predicción de Nuestra Señora.

### Construcción de la imagen

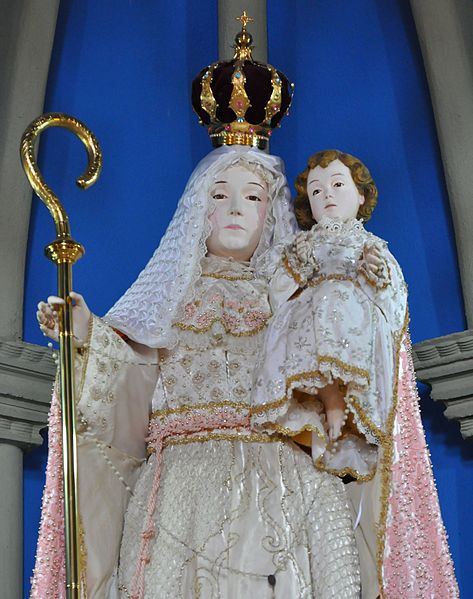
Imagen de Nuestra Señora del Buen Suceso

El mandato de ejecutar la estatua se dio cinco años después, cuando la Virgen se le apareció nuevamente para comunicarle la voluntad divina respecto al monasterio. En esta aparición, además de revelaciones proféticas sobre el futuro de Ecuador y las persecuciones religiosas, la Virgen ordenó explícitamente a la Madre Mariana que mandara esculpir una estatua suya, tal como se le aparecía, para presidir el monasterio desde la cátedra de la priora. Al inicio Mariana de Jesús Torres objetó sobre el escultor debido a que dudaba sobre la capacidad de cualquier escultor humano pueda plasmar en madera la imagen celestial tal como se le pedía. Sugirió que se enviara a su Seráfico Padre para realizar la obra con la ayuda de los ángeles, al sentirse incapaz de describir la magnitud de su belleza. Ante la preocupación de la Madre Mariana, la Virgen accedió a su petición. Para resolver el problema de la estatura, le indicó que midiera su altura utilizando el cordón seráfico que llevaba a la cintura. A pesar de la reverente objeción de la priora de tocar su divina presencia, la Virgen insistió en que usara su cordón, tocando ella un extremo y la Madre Mariana el otro.

La Virgen reveló un futuro calamitoso para la Iglesia, caracterizado por la pérdida de la inocencia y el pudor. Sin embargo, ofreció un consuelo: sus sucesoras aplacarían la ira divina recurriendo a ella bajo la advocación del Buen Suceso, cuya imagen ordenó ejecutar como protección para el monasterio y los fieles de ese tiempo, actuando como un pararrayos entre la justicia divina y el mundo. Ante la nueva objeción de la humilde religiosa sobre su incapacidad para describir las facciones y la estatura de la Virgen al artista, la Señora le aseguró que la perfección de la obra correría por su cuenta, revelando que los arcángeles Gabriel, Miguel y Rafael participarían secretamente en la creación de la imagen. Además, la Virgen instruyó a la Madre Mariana a llamar a Francisco del Castillo, un artista competente, para darle una descripción concisa de sus facciones tal como se le había aparecido repetidamente. Por segunda vez, le ordenó medir su altura con el cordón, enfatizando que la confianza respetuosa y la humildad de sus hijas le agradaban. La medición se realizó de manera milagrosa, estirándose el cordón hasta alcanzar la estatura de la Virgen. Siguiendo el mandato de la Virgen, la Madre Mariana se presentó ante Mons. Salvador de Ribera para comunicarle la orden celestial. El obispo escuchó su relato, la interrogó para asegurar su objetividad y finalmente aprobó el proyecto, ofreciendo su ayuda para la pronta realización de la estatua. Con la aprobación eclesiástica, la Madre Mariana contrató a Francisco del Castillo, destacando su fe católica y su habilidad como escultor para encomendarle la especial tarea de esculpir una imagen de la Virgen con facciones celestiales. El escultor, considerando la tarea como una gracia divina, aceptó sin pedir pago y buscó la madera adecuada y a trabajar en el coro alto del monasterio. A pocas semanas de la fecha fijada para la bendición de la imagen, faltaba darle color al rostro. Mientras el escultor buscaba las tintas, las religiosas escucharon melodías celestiales al dirigirse a la capilla. Allí presenciaron un prodigio: una luz celestial inundaba el lugar y voces angélicas cantaban, mientras la imagen aparecía milagrosamente concluida, irradiando luz y mostrando un rostro de celestial belleza. La imagen mide 1.6 metros, se encuentra en el coro y es considerada como la verdadera superiora del monasterio.

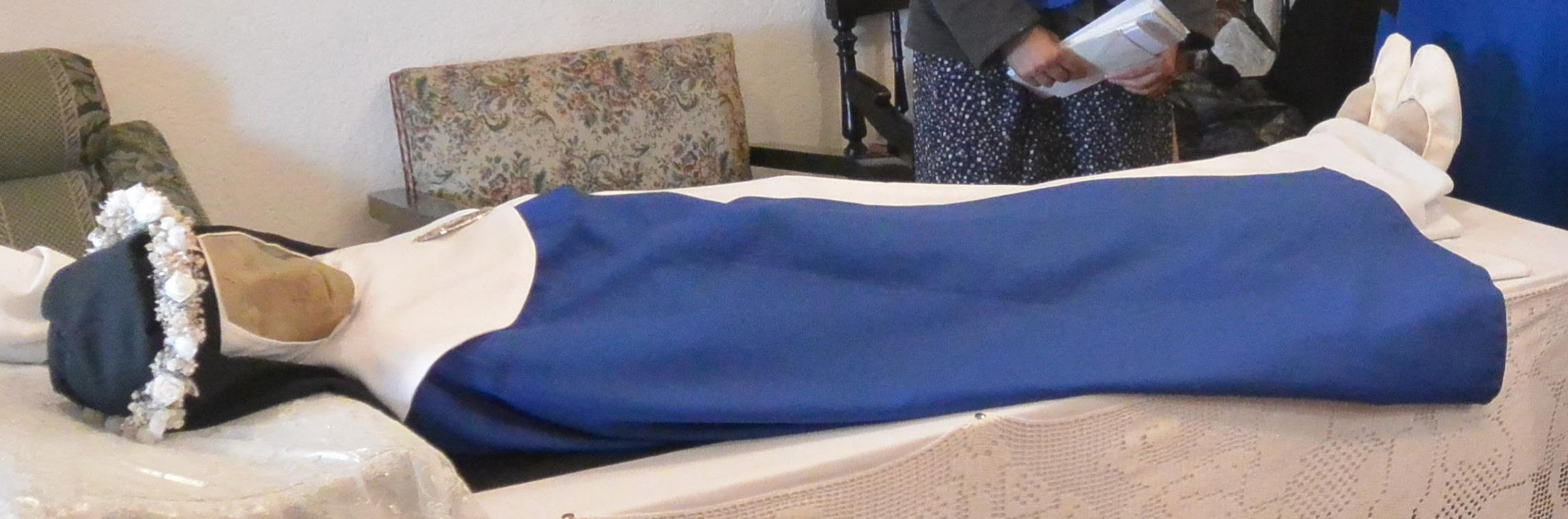
Cuerpo incorrupto de la Madre Mariana de Jesús Torres.

La Santísima Virgen, en sus apariciones en Quito, pidió a la Madre Mariana que mandara a esculpir una imagen en su honor, para ser venerada en todos los tiempos por sus fieles devotos. La obra fue ejecutada por el escultor Francisco del Castillo, y milagrosamente terminada por los Santos Arcángeles, Miguel, Gabriel y Rafael, y San Francisco de Asís, los cuales aparecieron a la Madre Mariana en el coro alto del monasterio. Esta imagen, a diferencia de la Virgen del Buen Suceso que es venerada en España, lleva en su mano derecha el báculo de abadesa y las llaves del monasterio, como fue su expreso deseo, lo que diferencia de la imagen de Madrid que lleva el báculo en el centro. Las profecías de Nuestra Señora del Buen Suceso se encuentran compiladas en "El Cuadernón", el cual se extravió en las paredes del Real Monasterio de la Limpia Concepción de Quito, y del cual se conocen los extractos contenidos en los libros biográficos sobre la Madre Mariana.
La madre Mariana murió el 16 de enero de 1635, poco después de la última aparición mariana. Cuando su tumba fue reabierta, en 1906, se encontró que su cuerpo estaba incorrupto. La arquidiócesis de Quito abrió su proceso para la canonización en 1986.

### Construcción de la iglesia y convento de la Inmaculada Concepción

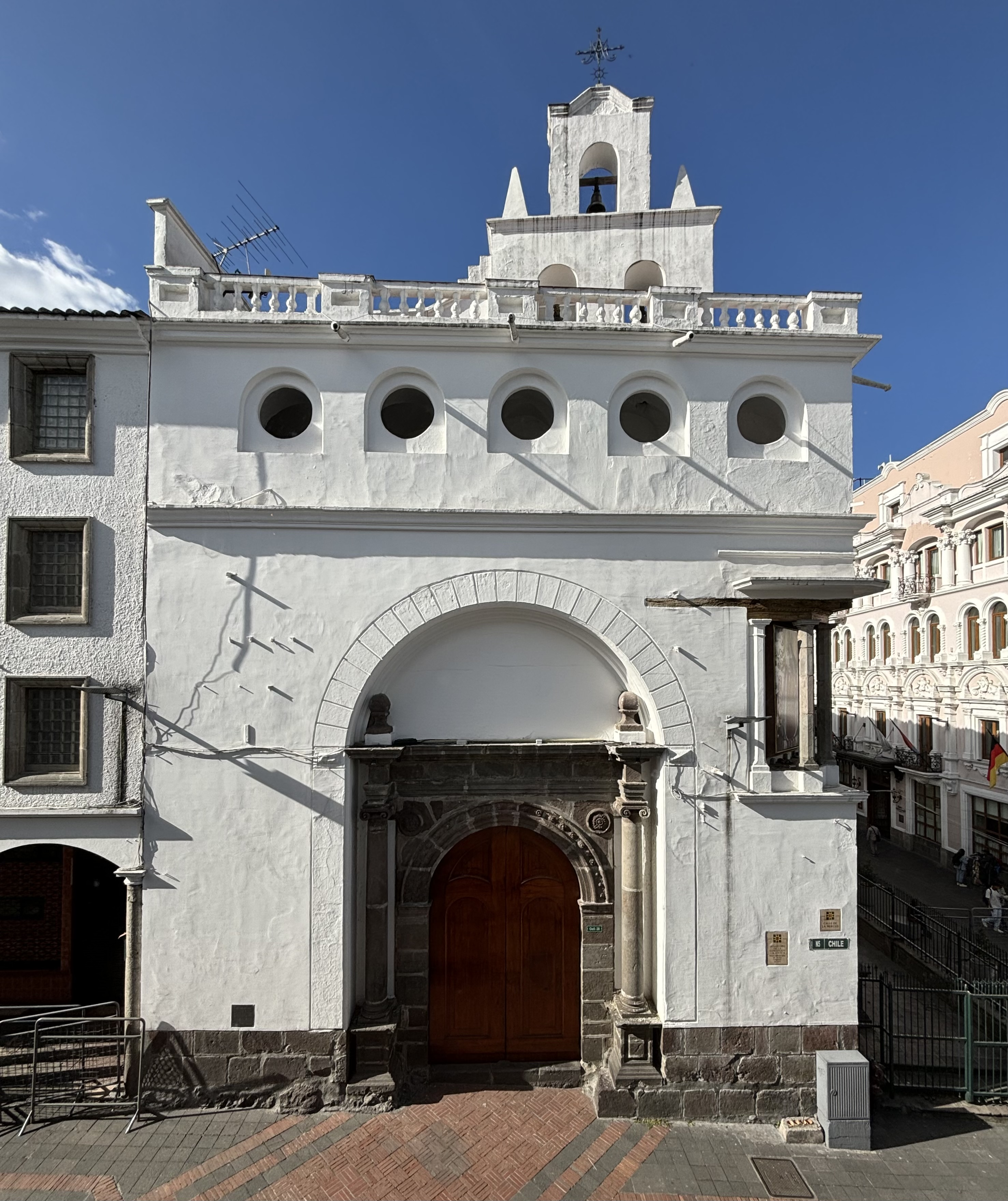
Iglesia del Monasterio de la Inmaculada Concepción, Quito.

El Monasterio de la Inmaculada Concepción, ubicado en el centro histórico de Quito junto al Palacio de Carondelet, es un complejo religioso de importancia histórica. Fundado a principios de 1577, se destaca por ser el primer convento femenino de Ecuador. Este lugar es también conocido por las supuestas apariciones de Nuestra Señora del Buen Suceso a la fundadora, Mariana de Jesús Torres, quien habría recibido profecías sobre el futuro de la Iglesia, el mundo y la República de Ecuador, las cuales se revelarían en el siglo XX. La construcción del convento fue posible gracias a donaciones significativas, como la de Juan Yáñez y los esfuerzos de recaudación del presidente interino de la Real Audiencia de Quito, Pedro García de Valverde. Fray Pedro de la Peña, el segundo Obispo de Quito, jugó un papel crucial en la determinación del sitio de fundación. Tras obtener la licencia en 1577, trece mujeres principales ingresaron al monasterio, marcando el inicio de una institución destinada a la protección de doncellas pobres y al servicio religioso. Las hermanas conceptas de la Inmaculada comenzaron la construcción del edificio en 1620, reemplazando estructuras de adobe con una iglesia, claustros, coro y capilla, completados en 1640. Su popularidad continuó en el tiempo y existen registros de importantes sermones que se llevarían a cabo en 1674.
El arte en el Santuario de Nuestra Señora del Buen Suceso en el Monasterio de Quito abarca una colección de obras distribuidas por todo el recinto, incluyendo la iglesia y diversas dependencias internas. Destacan esculturas como la Visitación, la Negación de San Pedro de Diego Robles, la Piedad, la Impresión de las Llagas de San Francisco, un Nacimiento, dos Inmaculadas de Legarda, y una réplica de la Virgen del Quinche. En pintura sobresalen lienzos de la Virgen con el Niño de Ángel Modoro y de la Candelaria, además de una tabla española de Santa Teresa y posibles obras de Goribar en la sacristía. La joya principal es la imagen de Nuestra Señora del Buen Suceso en el coro alto, junto a la Dormición de la Virgen, ambas atribuidas a Francisco del Castillo. La colección, aunque vasta, surgió como una expresión de fe y devoción para la vida religiosa, organizada temáticamente en representaciones de la Natividad, escenas marianas, la Pasión de Cristo, santos y retratos monacales.

Además de que el altar mayor alberga la imagen de Nuestra Señora del Buen Suceso, la iglesia cuenta con diversas capillas dedicadas a la Sagrada Familia, Cristo Rey, el Calvario, San Francisco, Santa Teresa y Santa Inés, así como retablos y una hornacina. Considerado la cabeza de otros monasterios femeninos quiteños, el Convento de la Purísima Concepción se describe como una iglesia con detalles elaborados en su coro, rejería, retablo y techo de cedro.

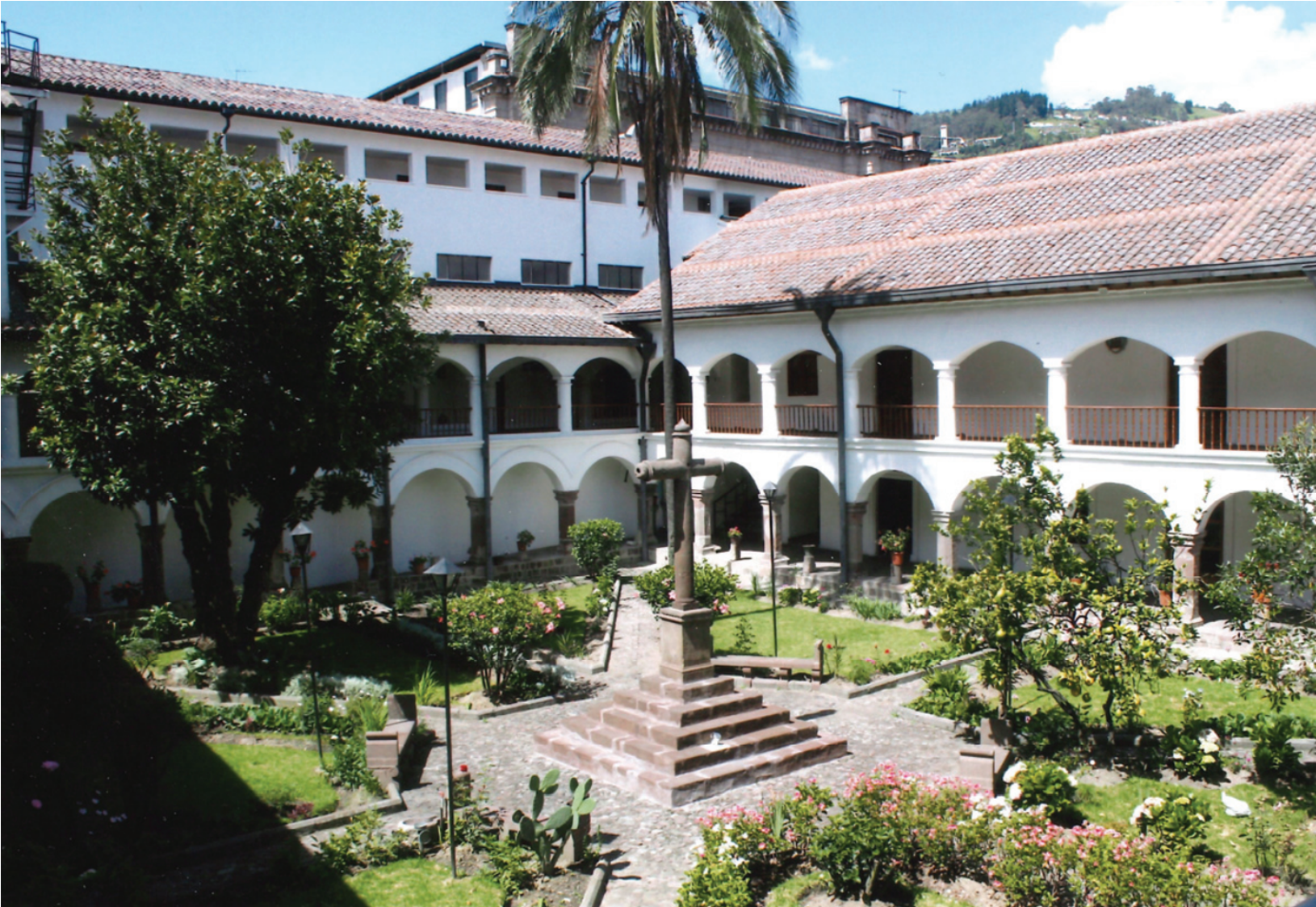
Patio interior del monasterio
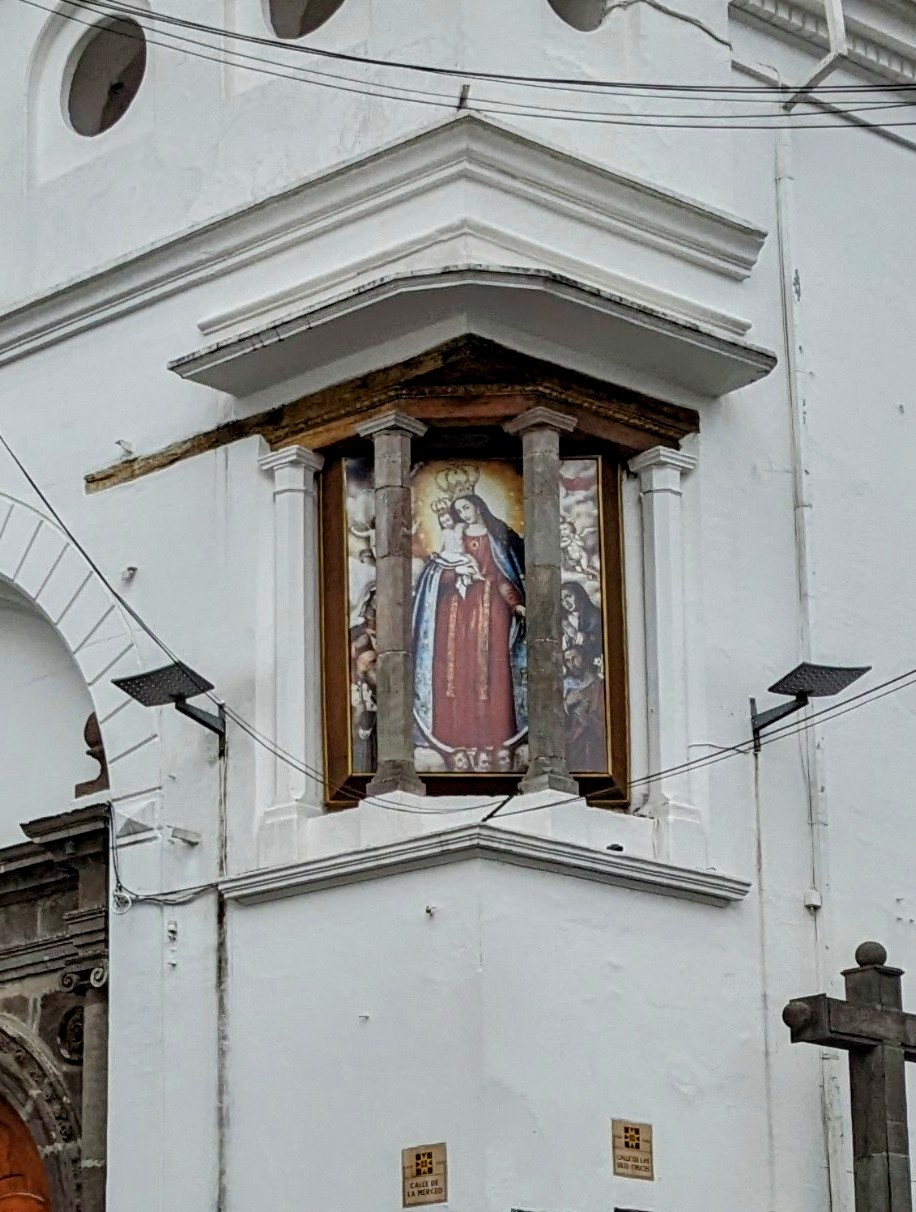
Imagen en la fachada
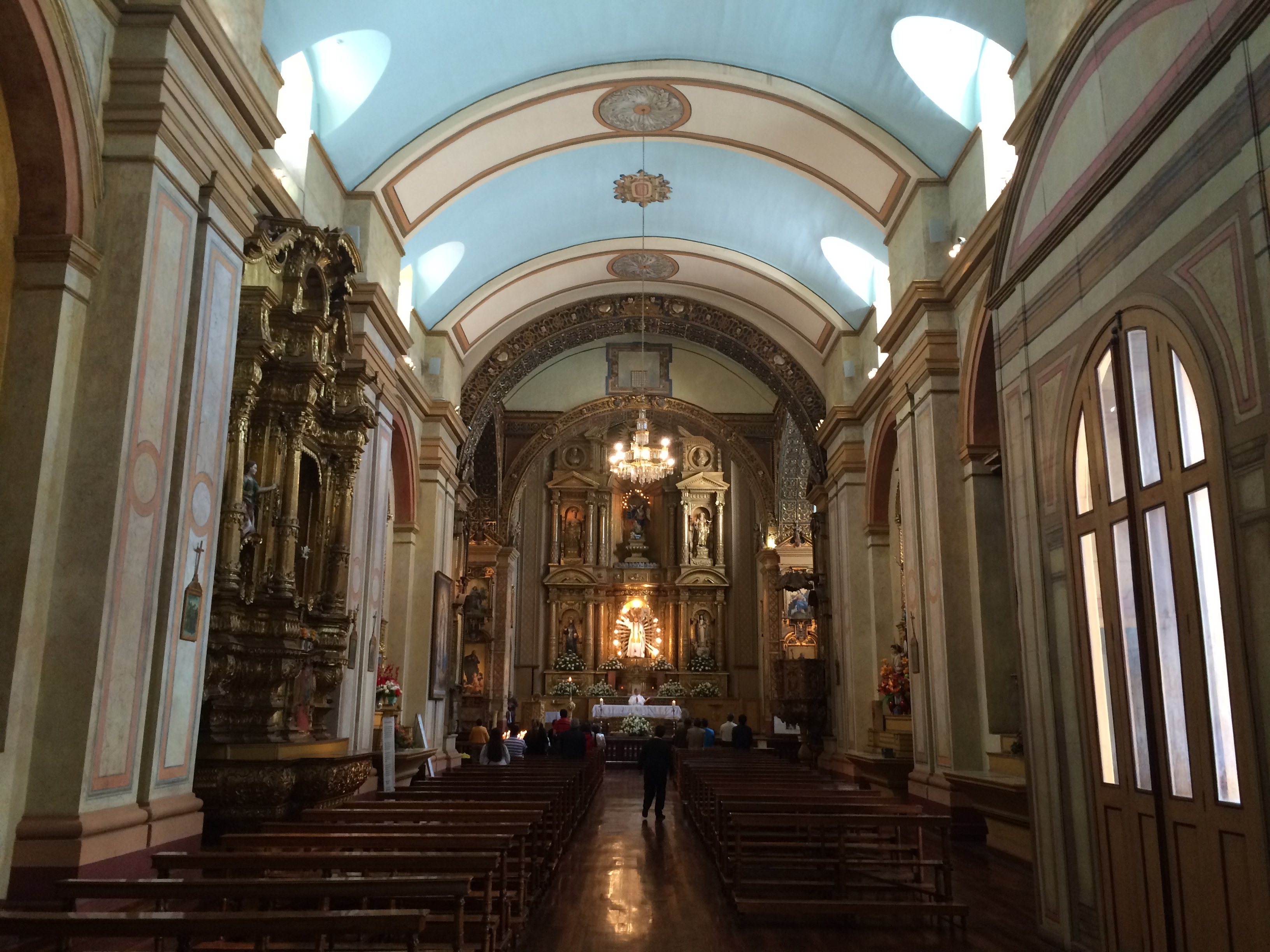
Interior de la Iglesia

## Nuestra Señora del Buen Suceso durante la República

### Durante la Independencia
Con motivo de las Guerras de Independencia, la Imagen de la Virgen y el Niño, las dos Coronas, las Llaves, el Báculo, el Testamento de Francisco de Castillo y el "Cuadernón" fueron escondidos en los muros del monasterio para preservarlos de un posible peligro. Sin embargo, los años pasaron y la información exacta de su ubicación se perdió con la muerte de la Hermana que lo escondió. Se sabe además que Nuestra Señora del Buen Suceso no jugó un rol en la independencia como patrona de las Fuerzas Armadas ya que los ejércitos independentistas se consagrarían a la Virgen de la Merced. Sin embargo, se cree que una de las profecías fue cumplida: la Visión del Niño Crucificado en las faldas del Volcán Pichicha que se llevaría a cabo en el año de 1822 durante la Batalla de Pichincha. La aparición se llevaría a cabo en el mismo lugar donde el Niño Jesús apareció crucificado a la Madre Mariana en 1628. 

### Durante la Guerra con Perú del 58 y la Guerra Civil del 59

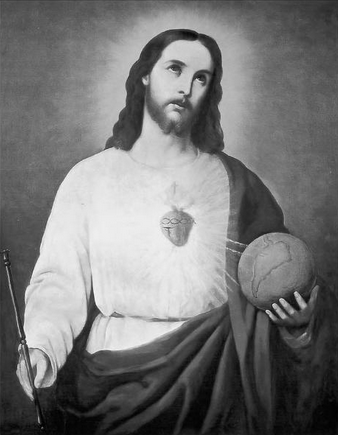
Cuadro del Sagrado Corazón de Jesús, comisionado al pintor Rafael Salas por el presidente García Moreno para la consagración

Ecuador vivió una Guerra Civil en 1859-1860 y una Guerra con Perú en 1858-1860  que casi termina partiendo la República del Ecuador en cuatro distintos gobiernos separados. Gabriel García Moreno, junto al General Juan José Flores en sus últimos años, ganarían la guerra Civil reunificando la República. Flores fallecería durante el conflicto bélico y García Moreno se convertiría en Presidente de Ecuador, lo que daría inicio al periodo garciano que se caracterizó por ser un gobierno ultramontano en el que se experimentó un progreso material, desarrollo científico, la restitución de la Compañía de Jesús que había sido expulsada durante el gobierno de Urbina y se iniciaría el proceso de la Consagración de Ecuador al Sagrado Corazón, por iniciativa del padre Manuel J. Proaño. Esto generaría oposición, especialmente tras el inicio del último periodo presidencial de García Moreno que se había volcado hacia un marcado autoritarismo, y se llevaría a cabo un magnicidio que terminaría con la vida del presidente a manera de mártir. Esto posteriormente sería interpretado como el cumplimiento de la profecía de Nuestra Señora del Buen Suceso, debido a que:
1. La República del Ecuador debía existir, es decir no se debía balcanizar como consecuencia de la guerra civil de 1968.
2. Se debía además consagrar la República al Sagrado Corazón, proceso iniciado por Proaño y continuado después de la muerte de García Moreno.
3. El presidente debía fallecer como un mártir, como ocurrió en el magnicidio perpetrado por Faustino Rayo.

### Durante la Revolución liberal
Después de la muerte de García Moreno y los gobiernos progresistas, se llevaría a cabo la Revolución liberal de Ecuador que buscaría deshacer la Consagración de Ecuador al Sagrado Corazón de Jesús y separar la Iglesia del Estado. Por esta razón muchas iglesias y conventos corrieron peligro y el Convento de la Inmaculada Concepción, al estar al lado del Palacio de Carondelet también lo hizo. En concreto este convento vivió la amenaza de la supresión de los centros de clausura bajo la presidencia de Leonidas Plaza. El hecho es narrado de la siguiente manera:

Asesinado el presidente García Moreno en 1875, sube al poder el partido liberal, que propiciaría una serie de convulsiones sociales, que se agudizaron tras la revolución de Eloy Alfaro, en 1895. Fue, sin embargo, con la presidencia de Leonidas Plaza, al comenzar el siglo XX, cuando el problema se hizo más grave, con la amenaza de suprimir los conventos de clausura. En 1903, hubo una orden del Sr. Plaza para sacar a las conceptas de su comunidad y ocupar el monasterio, orden que no se llevó a cabo. Los sobresaltos siguen y en 1904, el gobierno promulgó la ley de cultos, con el cual se lleva cabo la expropiación de los bienes de los religiosos. Las monjas experimentaron la mayor situación de pobreza
Primer monasterio de religiosas contemplativas en El Ecuador

Sin embargo, dos años más tarde, el 8 de febrero de 1906, se halló durante la remodelación del Convento, la Imagen de la Virgen de El Buen Suceso. No obstante, no se encontraron ni el Niño Jesús, ni las dos Coronas, ni las Llaves, ni el Báculo ni el Testamento de Francisco de Castillo o el Cuadernón. 

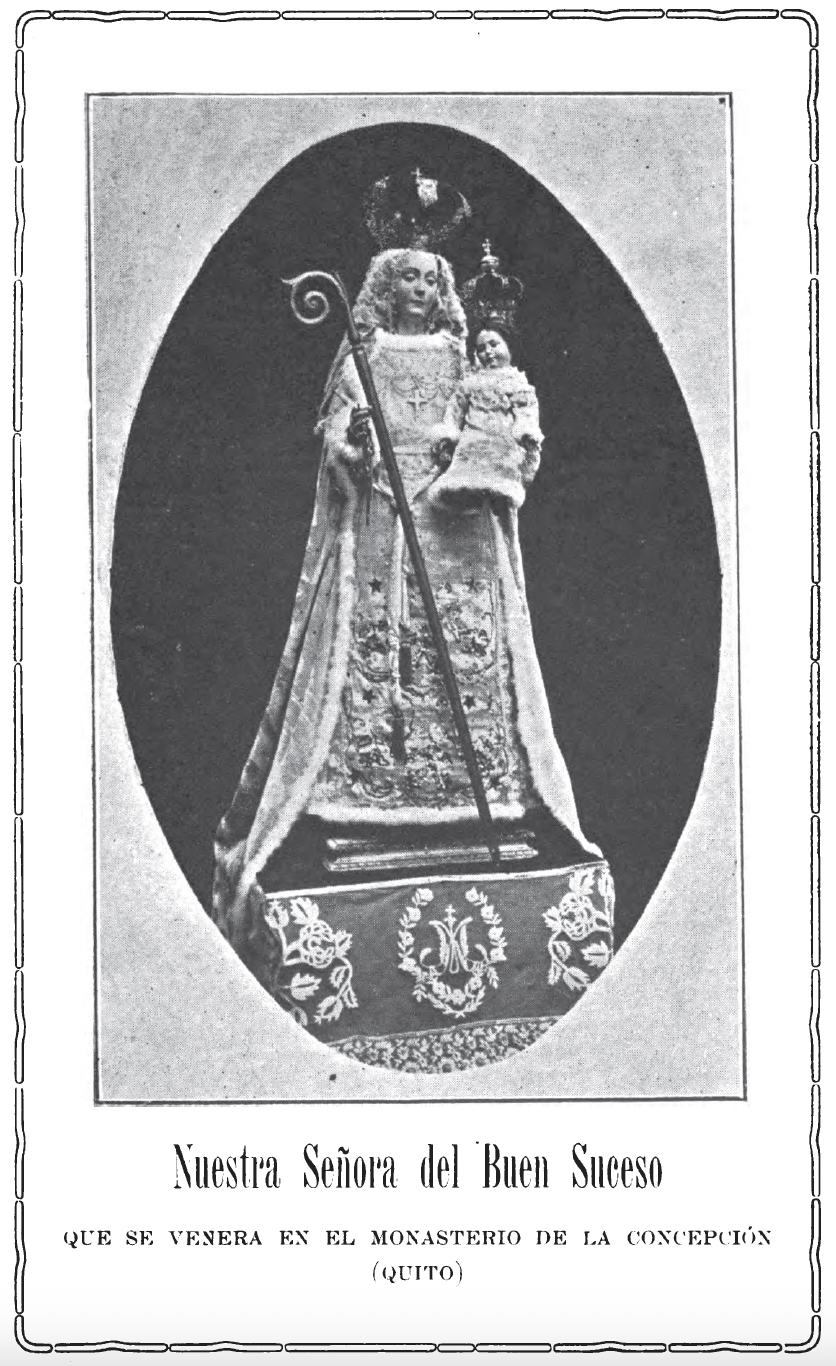
Nuestra Señora del Buen Suceso según el estudio de Matovelle

Cuatro años después Julio Matovelle, publicaría un estudio sobre las imágenes y santuarios célebres del Ecuador en 1910, donde menciona extensamente a Nuestra Señora del Buen Suceso, cuya devoción era pública y contaba con una novena manuscrita y sermones anuales que narraban su origen prodigioso, lo que implicaba la aprobación de la autoridad eclesiástica. Sin embargo, no hace mención alguna de Mariana de Jesús Torres. Esto se debe probablemente a que, si bien Mariana de Jesús Torres fue la receptora de las revelaciones de la Virgen del Buen Suceso en el siglo XVII, su figura y sus experiencias místicas se habían perdido con los años. Sobre la historia de las apariciones, Matovelle describe lo que en ese momento se conocía

Su noticia histórica consta, no de proceso ni información alguna, que probablemente no se hicieron jamás, ó si existieron han desaparecido por completo, sino sólo de una antigua Novena manuscrita, que se reza públicamente todos los años, en el templo de la Concepción, en los días precedentes á la solemne fiesta que en honor de la advocación indicada se celebra en Enero. El origen prodigioso de ella es en tales ocasiones referido además, desde la cátedra del Espíritu Santo, al pueblo, por el orador sagrado que pronuncia el panegirico; y como nada de esto se hace, ni ha podido hacerse , sin permiso expreso de la Autoridad eclesiástica, podemos tener como aprobada por ella la breve pero interesante historia que vamos á narrar.
Julio Matovelle - Imágenes y santuarios célebres de la Virgen Santísima en la América Española

Continúa Matovelle narrando la historia de esta advocación mariana en España para retomar la versión oral que en el siglo XIX se conocía, y que no especificaba que fue Mariana de Jesús Torres quien recibió la aparición y profecía, y además sostiene una fecha equivocada, el año de 1640 en lugar de los años de 1594 a 1634. Continúa Matovelle:

Corría el año de 1640, cuando una religiosa de gloriosa memoria (pero cuyo nombre se ha perdido completamente) se hallaba orando en el coro de dicho monasterio (de la Concepción de Quito), y con instantes súplicas pedía a la Reina del Cielo remediase las necesidades, así de su convento como de toda la República, y que enjugase las lágrimas de la Iglesia. En el fervor de su plegaria alzó los ojos al cielo, a cuyo tiempo se presentó repentinamente a su vista una Señora de extraordinaria hermosura y circundada de resplandores más vivos que el sol. Sostenía con el brazo izquierdo a su bellísimo Niño y en la mano derecha un cetro, en tanto que una preciosa corona le ceñía la cabeza. Sobrecogida de estupor la religiosa ante la aparición oyó que esta decía: Yo soy María del Buen Suceso, a quien con tierno afecto has invocado; tu oración me ha sido muy grata y en vista del amor que me tienes vengo a decirte que es voluntad de Dios y mía que mandes a trabajar una estatua que me represente tal cual ahora me contemplas.
Julio Matovelle - Imágenes y santuarios célebres de la Virgen Santísima en la América Española

### El milagro durante la Guerra de Ecuador y Perú del 41

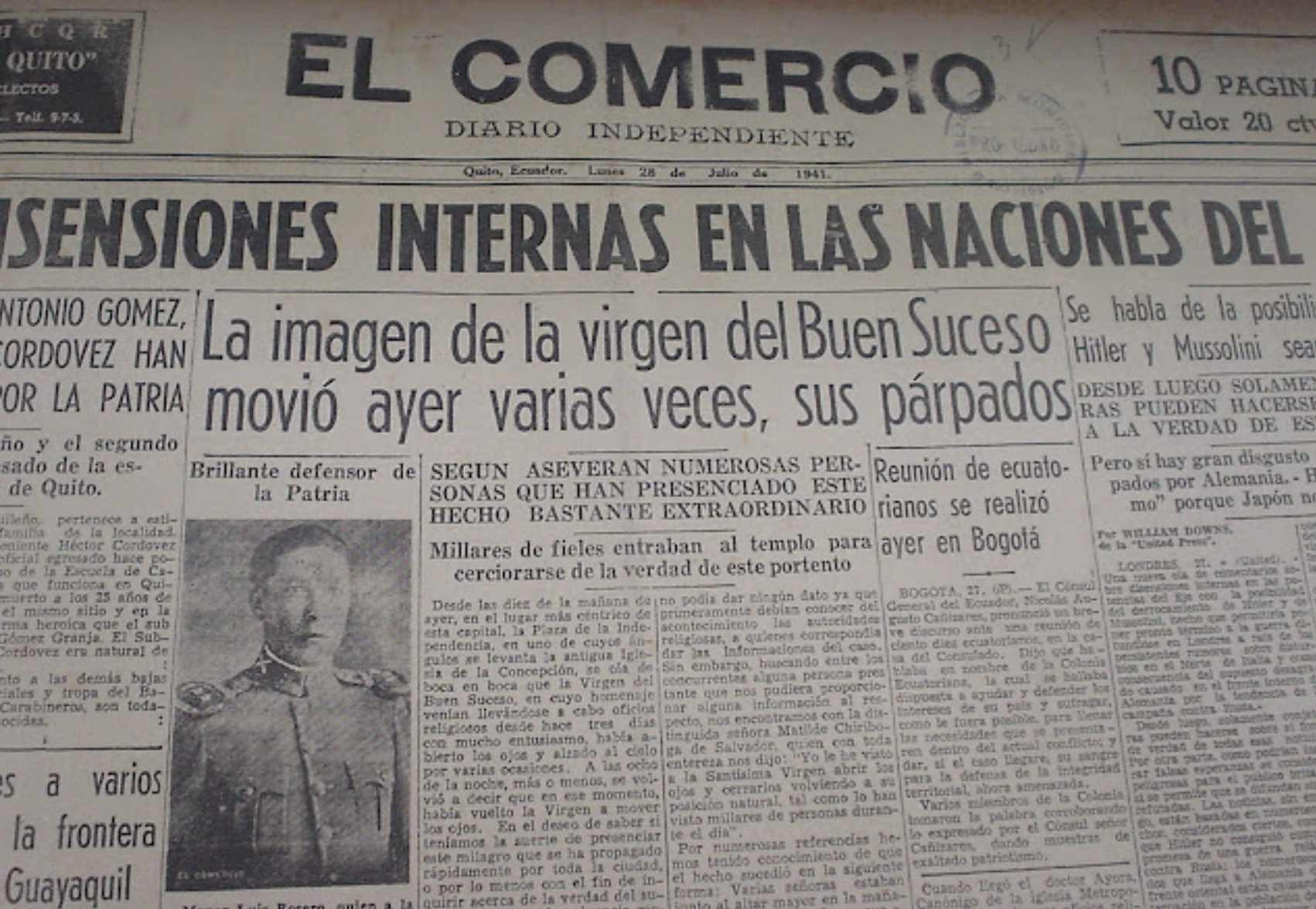
El Milagro del 1941 publicado por Diario El Comercio de Quito

Tres décadas más tarde sucedería lo que se conoció como el "Milagro del 41" ocurrido en Quito, Ecuador. Se trata un supuesto hecho milagroso cuando la imagen de Nuestra Señora de El Buen Suceso "abrió y cerró sus ojos repetidamente" durante un triduo de oraciones por el cese de la guerra entre Ecuador y Perú en 1941. Este evento, presenciado por miles de personas, coincidió con el anuncio del fin de las hostilidades, consolidando la creencia en la protección milagrosa de la Virgen sobre el Ecuador. La noticia del milagro se difundió en los periódicos de la época, como fueron la publicación de 28-29 de julio, y el 2 de agosto de 1941 de El Comercio; la publicación del 28 de julio de 1941 de los diarios El Universo, El Telégrafo, Últimas Noticias. Además la publicación por tres días seguidos, el 27, 28 y el 29 de julio de 1941 por el diario El Debate, así como publicaciones posteriores el 3 de agosto por Diario La Sociedad, el 10 de agosto por Voz Obrera y el 5 y 12 de octubre por el diario La Voz Católica de Loja. Además el hecho sería estudiado en el libro "Nuestra señora del Buen Suceso de Quito; El conflicto internacional con el Perú en 1941" por Benjamín Ayora y Cueva publicado en 1946.

### Publicación de los manuscritos y reconocimiento internacional
A principios de los años setenta, el Dr. Plinio Corrêa de Oliveira demostró interés en la figura de Nuestra Señora de El Buen Suceso, una devoción que él percibía ligada a su vocación contra-revolucionaria y a la obra que había fundado en Brasil. Este interés lo llevó a encargar al Dr. Luiz Antonio Fragelli las primeras indagaciones formales sobre esta advocación mariana en Ecuador. Este acto marcó el inicio de un esfuerzo por comprender y difundir la historia de Nuestra Señora de El Buen Suceso, especialmente en relación con las profecías atribuidas a sus apariciones. También participaría el religioso João Scognamiglio Clá Dias quien se acercaría al monasterio Concepcionista para leer los manuscritos y se le consedería el acceso a un ejemplar a partir del cual se sacarían copias y posteriormente se publicaría el libro primero en portugués y después en español. A partir de estas primeras investigaciones, la devoción a Nuestra Señora de El Buen Suceso comenzó a tomar forma a través de diversas iniciativas organizadas y dirigidas por los seguidores del Dr. Plinio, a menudo en colaboración con la Superiora del Monasterio de las Concepcionistas de Quito. Entre estas actividades destaca el "Rosario de la Aurora", una manifestación de fe que se celebra cada 2 de febrero en Quito, congregando a muchas personas. Esta tradición quiteña se extendió posteriormente a otras ciudades ecuatorianas como Guayaquil, Milagro y Santa Elena. Además de las procesiones, la promoción de la devoción incluyó otras formas de acercamiento a los fieles, como las visitas a hogares con una imagen réplica de la original, permitiendo un contacto más íntimo y personal con la Virgen. La difusión de material informativo, como libritos, estampas y hojas volantes, así como programas de radio dedicados al tema, contribuyeron a dar a conocer la historia de las revelaciones y los mensajes asociados a Nuestra Señora de El Buen Suceso, consolidando su importancia como "Salvaguarda de la Fe ante la total corrupción de las costumbres".

### Patrona de Ecuador

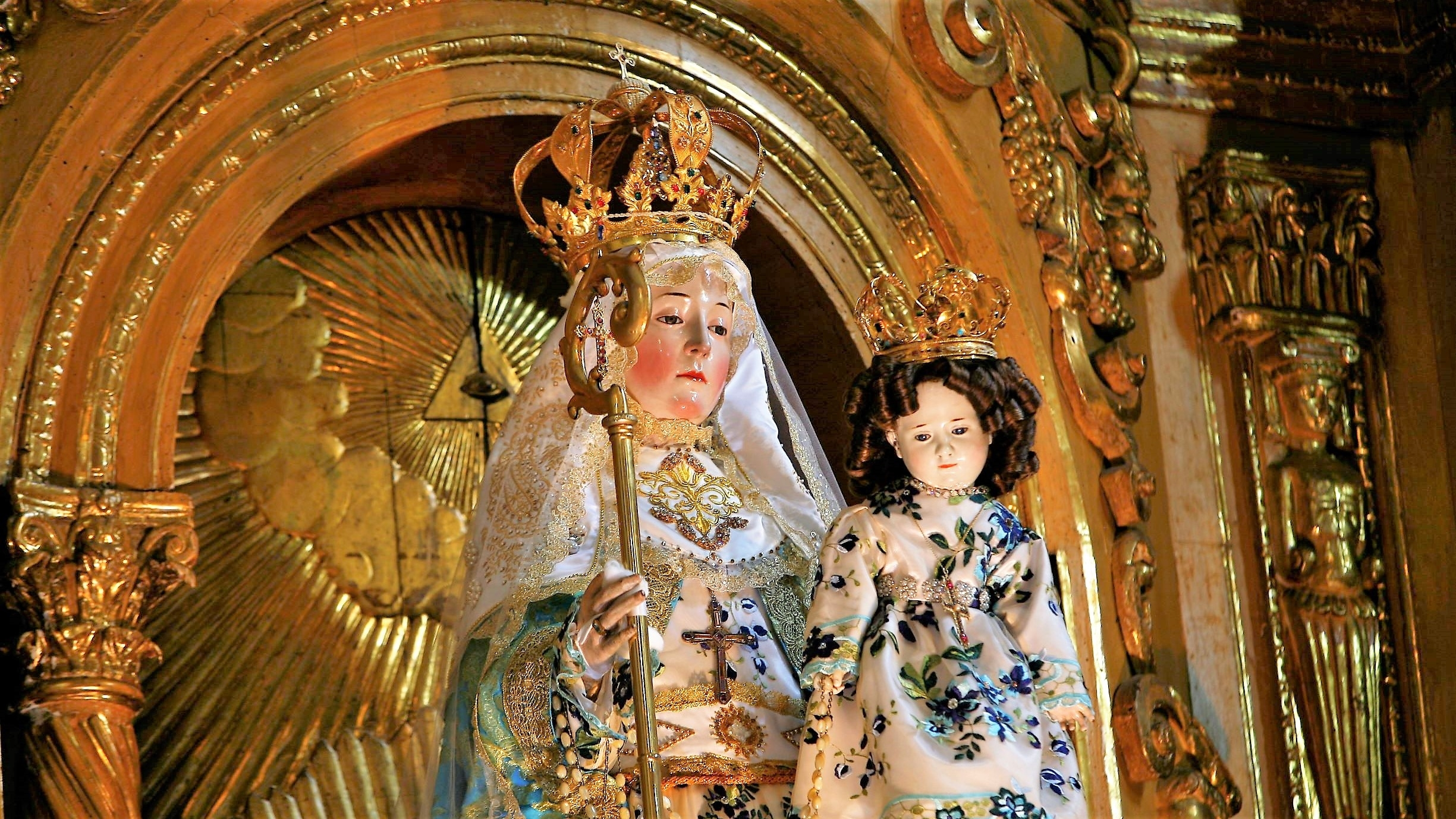
Imagen de Nuestra Señora del Buen Suceso venerada en Ecuador.

Además, el 2 de febrero de 1991 la Imagen de Nuestra Señora de El Buen Suceso fue Coronada Canónicamente como Reina y Patrona de Quito, por el entonces Arzobispo de Quito Monseñor Antonio González Zumárraga, quien a nombre del Vaticano, en representación del Papa Juan Pablo II y la Iglesia realizó el acto. Asimismo el Convento de la Inmaculada Concepción fue a su vez declarado como Santuario Mariano. Años más tarde, en 2001, Antonio González Zumárraga se convertiría en Cardenal presbítero de Santa María del Camino. En el año 2016, por las bodas de plata de la Coronación (25 años después), el nuncio apostólico, con el Arzobispo de Quito y el Obispo Castrense hicieron una rememoración de la Coronación hecha en 1991. El General del Ejército en aquel entonces, General Obando, nombró a la Virgen del Buen Suceso como Generala del Ejército. El 16 de septiembre del 2018 se hizo en Guayaquil la consagración del Ecuador a la Virgen del Buen Suceso y el 21 de noviembre se 2019 se hizo la renovación de la consagración de Guayaquil a la Virgen del Buen Suceso. En la actualidad todavía se cree que el martirio de García Moreno fue en parte debido al cumplimiento de la profecía de la Virgen. El 2 de febrero de 2016 se celebró un "rosario de la aurora solemne" en su día. El 21 de junio de 2021 se develó un busto en su honor en la ciudad de Quevedo y se recordó este hecho.

### Apostolado en Estados Unidos
La devoción a Nuestra Señora del Buen Suceso comenzó un apostolado con sede en Estados Unidos. El Apostolado de Nuestra Señora del Buen Suceso opera uniendo a devotos, tanto religiosos como laicos, en oración bajo la protección de la Virgen de Quito. Los miembros se comprometen diariamente a orar por la restauración de la Iglesia Católica, el aumento de las vocaciones religiosas, el bienestar de los religiosos fieles que sufren, el retorno de los que se han alejado y por las intenciones de los demás miembros. Además, se recomienda seguir las peticiones de la Virgen de Fátima, como rezar el rosario, observar los Primeros Sábados, llevar el escapulario marrón y realizar una penitencia los viernes. Mensualmente se ofrece la Santa Misa por las intenciones del apostolado, y semanalmente se enciende una vela en Quito. Los miembros también recitan diariamente una plegaria de ofrecimiento a la Virgen. El apostolado además ha impulsado estudios sobre esta advocación como el libro "Encuentro con la historia García Moreno: líder católico de Latinoamérica". Su popularidad también se ha expandido en el mundo anglosajón a través de escritos en el Catolic Herald o las notas periodísticas de Jane Staunnus.

## Proceso de Canonización de Mariana de Jesús Torres

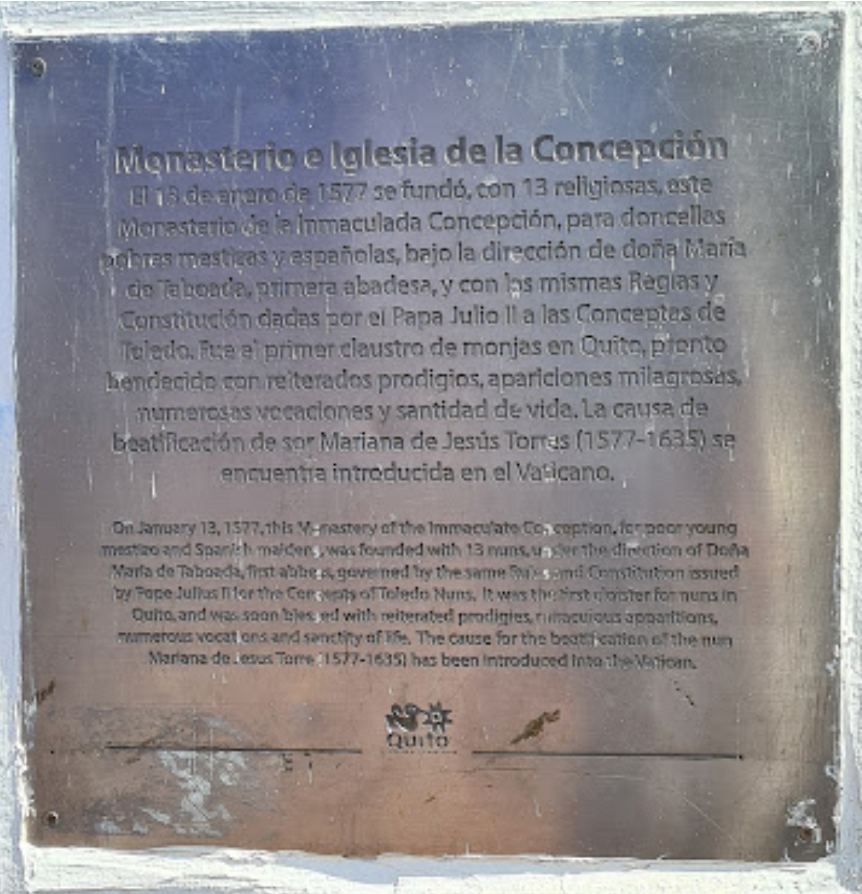
Placa de la iglesia de la Inmaculada Concepción

El cuerpo de la Madre Mariana de Jesús Torres y Berriochoa, junto con el cuerpo incorrupto de otra Madre Fundadora, se conserva en la planta baja del Convento de clausura. En 1906, durante la remodelación del Convento, se abrió el sarcófago en el que había sido enterrada en 1635 y se descubrió su cuerpo, entero e incorrupto. Hoy se conserva en la planta baja del convento de clausura. En el año 1986 el Arzobispo de Quito, Monseñor Antonio González Zumárraga introdujo en el Vaticano el proceso de Canonización de la Madre Mariana de Jesús Torres. Por esta razón es considerada venerable. Madre Mariana es venerada como una figura mística y profética, cuyas revelaciones recibidas tienen paralelismos con las de Fátima y Akita.
En la pared del convento Concepcionista existe además una placa que la recuerda por su importante labor como Priora, al punto que fue encarcelada, y cómo sobrellevó el proceso manteniendo su virtud, lo que marcó la historia del que fuera el primer monasterio para mujeres de Ecuador, con su fecha de fundación a pocos años después de la fundación de la Real Audiencia de Quito. Además la placa consta con una descripción de los hechos sucedidos en su interior que destaca la importancia para la historia de la Iglesia católica.  

## La advocación en otros países

### Parañaque

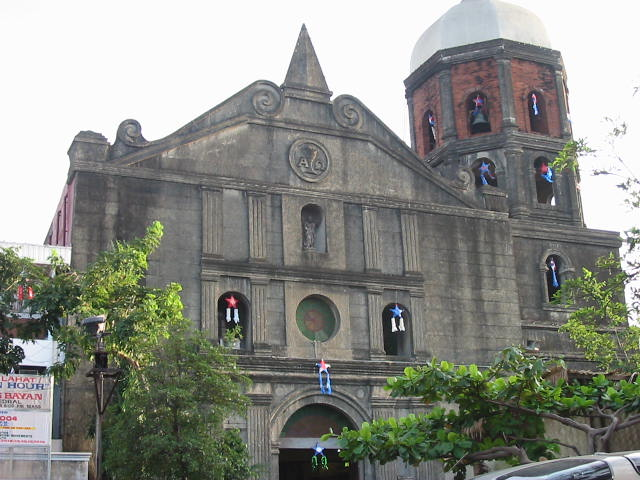
Catedral de San Andrés en Parañaque, Filipinas

Nuestra Señora del Buen Suceso de Parañaque es venerada en la catedral de San Andrés en Parañaque, Filipinas, donde es considerada patrona de la diócesis junto con San Andrés. La historia de esta imagen se remonta a 1580, cuando fue traída desde España por padres agustinos como un regalo para los filipinos conversos. Inicialmente olvidada y cubierta de polvo, la imagen fue redescubierta por un nativo llamado Catig, quien la llevó a su hogar y la veneró. Tras la muerte de Catig, la imagen pasó a manos del padre Juan de Guevarra, quien presenció fenómenos luminosos y escuchó cánticos misteriosos provenientes de ella, considerándola milagrosa. Ante la necesidad de asignarle una advocación, se realizó un sorteo en el que, milagrosamente, el nombre de Nuestra Señora del Buen Suceso fue elegido seis veces consecutivas. La imagen fue entronizada solemnemente en la iglesia de San Andrés en 1625, atrayendo la veneración de autoridades eclesiásticas y civiles, incluyendo al arzobispo Miguel García Serrano, quien instauró la novena en su honor. La devoción creció con el tiempo, culminando con la coronación canónica de la imagen por el Papa Juan Pablo II en el año 2000.
La catedral parroquial de San Andrés, también conocida como el Santuario Diocesano de Nuestra Señora del Buen Suceso y comúnmente llamada catedral de Parañaque, es una de las iglesias católicas más antiguas de Filipinas, fundada por los agustinos españoles el 11 de mayo de 1580 en la ciudad de Parañaque, Metro Manila. Actualmente, sirve como sede de la diócesis de Parañaque, que abarca las ciudades de Parañaque, Las Piñas y Muntinlupa. Inicialmente establecida como un centro de evangelización para los nativos del entonces pueblo pesquero de Palanyag, la parroquia fue puesta bajo la protección de San Andrés y posteriormente también bajo la advocación de Nuestra Señora del Buen Suceso, cuya imagen fue entronizada en 1625. A lo largo de su historia, la parroquia de San Andrés experimentó diversos cambios y desafíos, incluyendo la demolición de su convento original durante la amenaza de invasión china en 1662. Tras más de tres siglos bajo la administración de los agustinos, la Congregación del Inmaculado Corazón de María tomó las riendas de la parroquia, introduciendo nuevas iniciativas como la escuela parroquial y obras sociales. En 1994, con la secularización, el altar fue reemplazado, otorgando un lugar central a la imagen de Nuestra Señora del Buen Suceso, que fue canónicamente coronada en el año 2000. En 2012, la iglesia fue declarada Santuario Diocesano.

### Sagunto
Proclamada la coronación pontificia de la sagrada imagen en 1953, su festividad se corresponde con el primer sábado de septiembre. Aunque la Ermita del Buen Suceso se erigió a partir de 1780. Se venera en esta iglesia la imagen de la Virgen del Buen Suceso, la cual cree la tradición que vino por mar. Según esa tradición, una barca había salido de Sagunto al rescate de un bulto misterioso que flotaba en el mar. Nadie conseguía acercarse a él. Varias barcas lo habían intentado, pero el bulto se alejaba insistentemente de ellas para continuar flotando. Por fin un cura, que iba en el último bote, consiguió llegar hasta el bulto y atraparlo. Cuando lo subieron al bote, el sacerdote y la tripulación descubrieron que se trataba de una imagen de la virgen tallada en mármol que, milagrosamente, no se había hundido. Bajaron en procesión las comunidades y cabildos quienes llevaron la imagen al pueblo y, en su honor, construyeron una ermita. El año 1886 se hizo una restauración parcial de esta ermita, que actualmente está regentada por la Asociación Parroquial del Buen Suceso.

### Guaduas
Nuestra Señora del Buen Suceso es además patrona de Guaduas, municipio colombiano ubicado en el departamento de Cundinamarca. Esta advocación se celebra con una "ronda" o gran procesión durante las fiestas patronales del 8 de septiembre.